# Leroy F. Aarons
Leroy "Roy" F. Aarons (Nova Iorque, 8 de dezembro de 1933 – Santa Rosa, 28 de novembro de 2004) foi um jornalista, editor, escritor, dramaturgo e ativista norte-americano, fundador da Associação Americana de Jornalistas Gays e Lésbicas (NLGJA) e do instituto de formação jornalística Robert C. Maynard, organização sem fins lucrativos que enfatiza a diversidade no jornalismo. Em 2005, foi incluído no salão da fama da NLGJA.

## Primeiros anos
Aarons nasceu no Bronx, Nova Iorque, em 8 de dezembro de 1933, filho de pais judeus imigrantes da Letônia. Graduou-se cum laude na Universidade Brown e obteve um mestrado pela Columbia University Graduate School of Journalism. Serviu na Marinha e na Reserva Naval, alcançando o posto de tenente. Assumiu um cargo de edição no periódico New Haven Journal-Courier e, algum tempo depois, foi contratado pelo The Washington Post.

## NoWashington Post
Aarons permaneceu no Post por muitos anos. Como editor e correspondente nacional, trabalhou como chefe da sucursal de Nova Iorque e depois se estabeleceu no primeiro escritório do jornal em Los Angeles. Ele cobriu grandes eventos nas décadas de 1960 e 1970, como a chegada dos Beatles nos Estados Unidos, os assassinatos de Martin Luther King Jr. e Robert F. Kennedy, tumultos urbanos e escândalos do governo.
Aarons teve em mãos os documentos ultrassecretos conhecidos como Pentagon Papers, quando o caso chegou ao conhecimento do público. Como correspondente de Los Angeles, ele cobriu os eventos relacionados à Califórnia no caso, incluindo o trabalho que Daniel Ellsberg estava fazendo na RAND Corporation e como ele conseguiu esses documentos na sede da RAND. Posteriormente, Aarons escreveria uma peça teatral chamada Top Secret: The Battle for the Pentagon Papers sobre os acontecimentos.
O Post foi o jornal que divulgou o escândalo do Watergate, que forçou a renúncia do presidente Richard Nixon, e Aarons teve papel significativo durante a reportagem sobre o caso. Em razão disso, Aarons foi contratado como um consultor de precisão para o filme All the President's Men (1976), centrado no escândalo. Ele também teve uma pequena participação no longa-metragem.

## Prayers for Bobby
Em 1989, Aarons leu um artigo de jornal sobre o suicídio de um jovem homossexual chamado Bobby Griffith e os efeitos da tragédia sobre Mary Griffith, a mãe do rapaz. Ela tentou, por meio da religião, mudar a orientação sexual do filho durante toda a adolescência dele. Bobby sofreu enormemente com a falta de apoio e aceitação de sua família e com a condenação da igreja à homossexualidade; aos 20 anos de idade, ele saltou de uma ponte sobre uma estrada, morrendo instantaneamente. A morte do filho levou Mary a moderar suas crenças religiosas e a se tornar uma das mais proeminentes ativistas da PFLAG, a organização norte-americana de Pais, Familiares e Amigos de Lésbicas e Gays. Mary usou essa plataforma para incentivar os pais a compreender e aceitar a homossexualidade de seus filhos.
Após deixar o jornalismo em 1991, Aarons pesquisou mais profundamente a história. O resultado foi o seu primeiro livro, publicado pela HarperCollins em 1995, Prayers for Bobby: A Mother's Coming to Terms with the Suicide of Her Gay Son. Ele empenhou-se em apresentar a história para um público mais amplo, mas não chegou a ver isso acontecer. Prayers for Bobby estreou em 24 de janeiro de 2009, cinco anos depois da morte de Aarons, como um telefilme da emissora Lifetime protagonizado por Sigourney Weaver em seu primeiro filme para a televisão.

## Morte
Leroy Aarons morreu de câncer na bexiga em 28 de novembro de 2004, aos 70 anos de idade. Ele viveu durante 24 anos com seu parceiro Joshua Boneh, que atualmente dá prosseguimento aos trabalhos de Aarons.
Na época de sua morte, Aarons estava trabalhando em uma peça chamada Night Nurse, sobre a Comissão da Verdade e Reconciliação da África do Sul, país no qual ele passou um mês, juntamente com Boneh, pesquisando sobre o assunto. Um ator e produtor de Berkeley, na Califórnia, realizou uma encenação da obra como um work in progress em Mill Valley. A peça ainda não foi concluída.

## Livros
- Top Secret: The Battle for the Pentagon Papers (1991)
- Prayers for Bobby (1995)
- Monticello (1999)